# Edwin Hakvoort
Edwin Hakvoort (ur. 24 czerwca 1975) – holenderski strongman.
Drużynowy Mistrz Świata Par Strongman 2006.
Mieszka we wsi Kloosterhaar (prowincja Overijssel).
Wymiary:
- wzrost 193 cm
- waga 134 kg

## Osiągnięcia strongman
- 2003
  - 7. miejsce – Mistrzostwa Holandii Strongman
- 2004
  - 3. miejsce – Mistrzostwa Holandii Strongman
- 2005
  - 3. miejsce – Mistrzostwa Holandii Strongman
- 2006
  - 10. miejsce – Mistrzostwa Holandii Strongman
  - 1. miejsce – Drużynowe Mistrzostwa Świata Par Strongman 2006